# Акалан
Акалан (на турски: Akalan) е село в Източна Тракия, Турция, Вилает Истанбул.

## География
Селото се намира на 15 км северно от Чаталджа.

## История
По време на Чаталджанската операция, през Балканската война на 3 км източно от Акалан е разположен наблюдателн пункт на Трета българска армия.

## Личности
Починали в Акалан
- Иван Букурещлиев, български военен деец, капитан, загинал през Балканската война на 5 ноември 1912 година[3]
- Маринко Цветанов Нинов, български военен деец, капитан, загинал през Балканската война на 6 ноември 1912 година[4]
- Стамен Найденов, български военен деец, капитан, загинал през Балканската война на 8 ноември 1912 година[5]